# Ricardo Rimini
Ricardo Rimini di Cave (Roma, 28 gennaio 1908 – 1972) è stato uno schermidore uruguaiano.

## Biografia
Ha partecipato ai Giochi della XV Olimpiade di Helsinki nel 1952.

## Palmarès
In carriera ha conseguito i seguenti risultati:
- Giochi panamericani:

Città del Messico 1955: argento nella sciabola a squadre.